# Oracle Corporation
Oracle Corporation je jedna z hlavních společností vyvíjejících relační databáze, nástroje pro vývoj a správu databází či systémy pro řízení vztahů se zákazníky. Založena byla v roce 1977 a v roce 2020 zaměstnávala 135 tisíc lidí. Zastoupení společnosti existovala ve 145 státech. Výkonným ředitelem firmy je spoluzakladatel a miliardář Lawrence J. Ellison.

Oracle Corporation se od roku 2022 stal titulárním sponzorem týmu F1 Red Bull Racing. Sponzorská smlouva má hodnotu 500 miliónů dolarů na 5 let.